# Choisel
Choisel település Franciaországban, Yvelines megyében. Lakosainak száma 537 fő (2022. január 1.). Choisel Bullion, Cernay-la-Ville, Chevreuse, Dampierre-en-Yvelines, Saint-Forget, Senlisse, Boullay-les-Troux és Pecqueuse községekkel határos.

## Népesség
A település népességének változása:
| Lakosok száma | 539  | 539  | 565  | 556  | 551  | 545  | 540  | 534  | 537  |
|               | 2013 | 2015 | 2016 | 2017 | 2018 | 2019 | 2020 | 2021 | 2022 |